# 克羅特峰

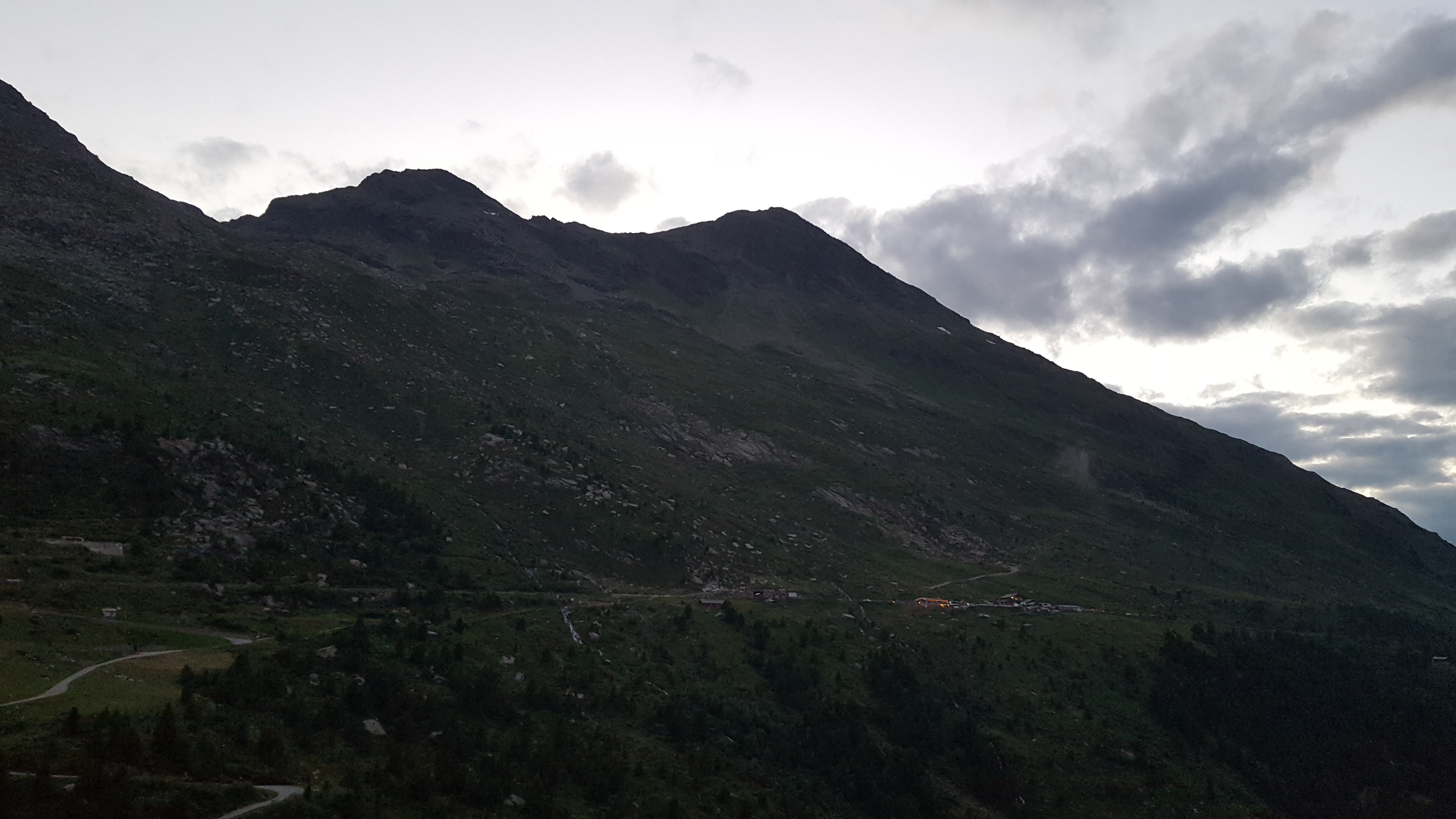

46°29′31″N 9°25′42″E / 46.49184°N 9.42844°E
克羅特峰（義大利語：Piz dil Crot），是中歐的山峰，位於瑞士和意大利接壤的邊境，屬於上哈爾布施泰因阿爾卑斯山脈的一部分，海拔高度2,846米，每年平均降雨量1,851毫米。